# 屏東市立復興圖書館
屏東市立復興圖書館（簡稱復興圖、舊稱屏東縣立圖書館復興分館），是位於臺灣屏東縣屏東市的公共圖書館，隸屬於屏東市公所。圖書館為仿古書院建築，內部可容納250個座位。

## 歷史
- 「屏東市圖書館」於台灣日治時期即已建立，台灣光復後的1946年10月重新開始運作的縣市級圖書館包含省轄屏東市的「屏東市立圖書館」[3]
- 1950年10月1日台灣行政區域調整後，省轄屏東市與高雄縣屏東區、潮州區、東港區、恆春區合併成立屏東縣，原屏東市立圖書館改為屏東縣介壽圖書館[4]，被降級的縣轄屏東市就無專屬圖書館。
- 1992年，屏東市公所開始籌劃圖書館，後選定公三用地（現址）並經屏東縣政府同意撥用後開始興建。
- 1994年2月26日，落成啟用屏東市立復興圖書館。
- 2017年12月底，獲縣府補助並委託進行原有建築閉館裝修，另於原舊有建物後方另新建建築。
- 2019年8月2日，正式重新營運。[5]

## 外部連結
- 屏東市立復興圖書館的Facebook專頁
- 屏東縣立圖書館總館-鄉鎮市圖書館-屏東市立復興圖書館 （页面存档备份，存于）